# Winter World University Games 2023/Snowboard
Bei den Winter World University Games 2023 wurden 10 Wettkämpfe im Snowboard ausgetragen.

## Bilanz

### Medaillenspiegel
| Platz  | Land        | 00 | 00 | 00 | Gesamt |
| ------ | ----------- | -- | -- | -- | ------ |
| 1      | Schweiz     | 3  | 1  | 1  | 5      |
| 2      | Österreich  | 2  | 3  | –  | 5      |
| 3      | Frankreich  | 1  | 2  | 2  | 5      |
| 3      | Japan       | 1  | 2  | 2  | 5      |
| 5      | Ukraine     | 1  | –  | 2  | 3      |
| 6      | Südkorea    | 1  | –  | 1  | 2      |
| 7      | Italien     | 1  | –  | –  | 1      |
| 8      | Deutschland | –  | 1  | 1  | 2      |
| 9      | Tschechien  | –  | 1  | –  | 1      |
| 10     | Slowenien   | –  | –  | 1  | 1      |
| Gesamt | Gesamt      | 10 | 10 | 10 | 30     |

### Medaillengewinner

#### Männer
| Disziplin             | Gold            | Silber              | Bronze           |
| --------------------- | --------------- | ------------------- | ---------------- |
| Big Air               | Yusei Kaku      | Moritz Breu         | Atsuhiro Suzuki  |
| Slopestyle            | Lee Min-sik     | Haruhi Tsuji        | Atsuhiro Suzuki  |
| Parallel-Riesenslalom | Mychajlo Charuk | Matthäus Pink       | Hong Seung-yeong |
| Parallel-Slalom       | Matthäus Pink   | Dominik Burgstaller | Mychajlo Charuk  |
| Snowboardcross        | Benjamin Gattaz | Jakub Žerava        | Leon Beckhaus    |

#### Frauen
| Disziplin             | Gold           | Silber               | Bronze               |
| --------------------- | -------------- | -------------------- | -------------------- |
| Big Air               | Livia Tanno    | Hikari Yoshizawa     | Noémie Equy          |
| Slopestyle            | Livia Tanno    | Noémie Equy          | Tinkara Tanja Valcl  |
| Parallel-Riesenslalom | Elisa Fava     | Carmen Kainz         | Flurina Neva Bätschi |
| Parallel-Slalom       | Carmen Kainz   | Flurina Neva Bätschi | Nadija Hapatyn       |
| Snowboardcross        | Sophie Hediger | Chloé Passerat       | Kim Martinez         |